# A cruce salus
A cruce salus este o expresie în limba latină , care înseamnă: de la cruce salvarea.

## Utilizarea
Acesta este utilizat în domeniul religiei de către creștini pentru a indica faptul că mântuirea omenirii se datorează răscumpărare a lui Hristos, care a avut loc prin cruce.
Fraza este prezent în De căutarea lor Christi, de obicei atribuită călugăr augustinian , Thomas de Kempis (deși există încă îndoieli cu privire la paternitatea operei), și este centrul de trecerea în modul în care pentru a merge pentru a ajunge la perfecțiune de ascetism, în urma în urmele lui Isus.

## Valoarea tradus
Fraza a căpătat o valoare tradus pentru a indica faptul că chiar și în lucruri mici, care suferă uneori indică o cale de ieșire.